# Josef Kadura
Josef Kadura, též Josef Kaďura (20. února 1915 – ???), byl český a československý politik Komunistické strany Československa, poúnorový poslanec Národního shromáždění ČSR.

## Biografie
V roce 1948 se uvádí jako horník, bytem Louky.
Po volbách roku 1948 byl zvolen do Národního shromáždění za KSČ ve volebním kraji Ostrava. Mandát nabyl až dodatečně v říjnu 1951 jako náhradník poté, co rezignoval poslanec Alois Skotnic. V parlamentu setrval do konce funkčního období, tedy do voleb v roce 1954.